# カラフトライチョウ

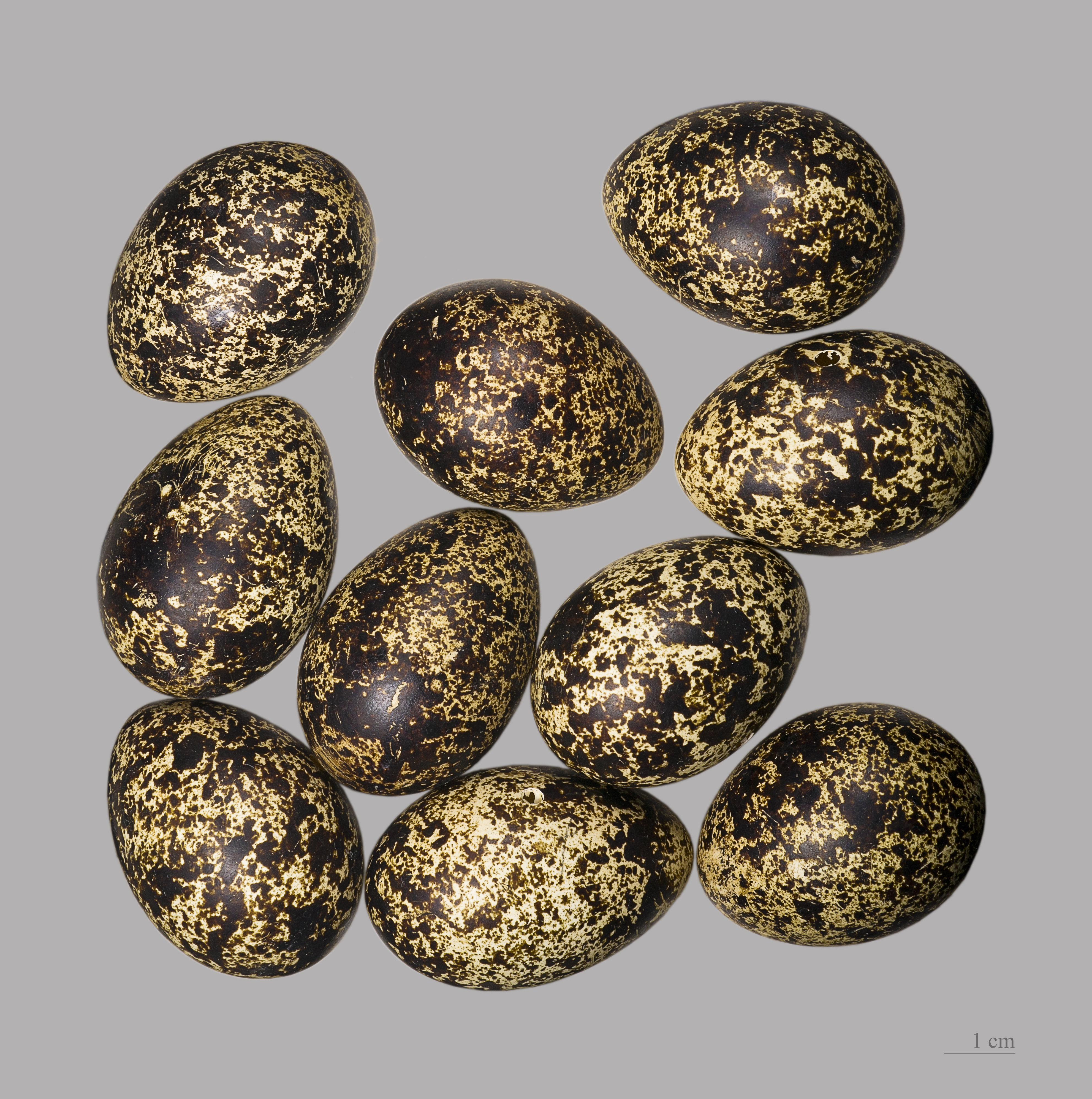
卵

カラフトライチョウ（樺太雷鳥、学名：Lagopus lagopus）は、キジ目ライチョウ科に分類される鳥類の一種。別名ヌマライチョウ。狭義には樺太産亜種（Lagopus lagopus okadai）をカラフトライチョウと呼ぶ。
アイルランド、英国から北欧、ロシア、アラスカ、カナダなど広い範囲に分布する。IUCNのレッドリストによると個体数は減少しているが低懸念(least concern)とされる。
アラスカ州の州鳥に指定されている。

## 画像

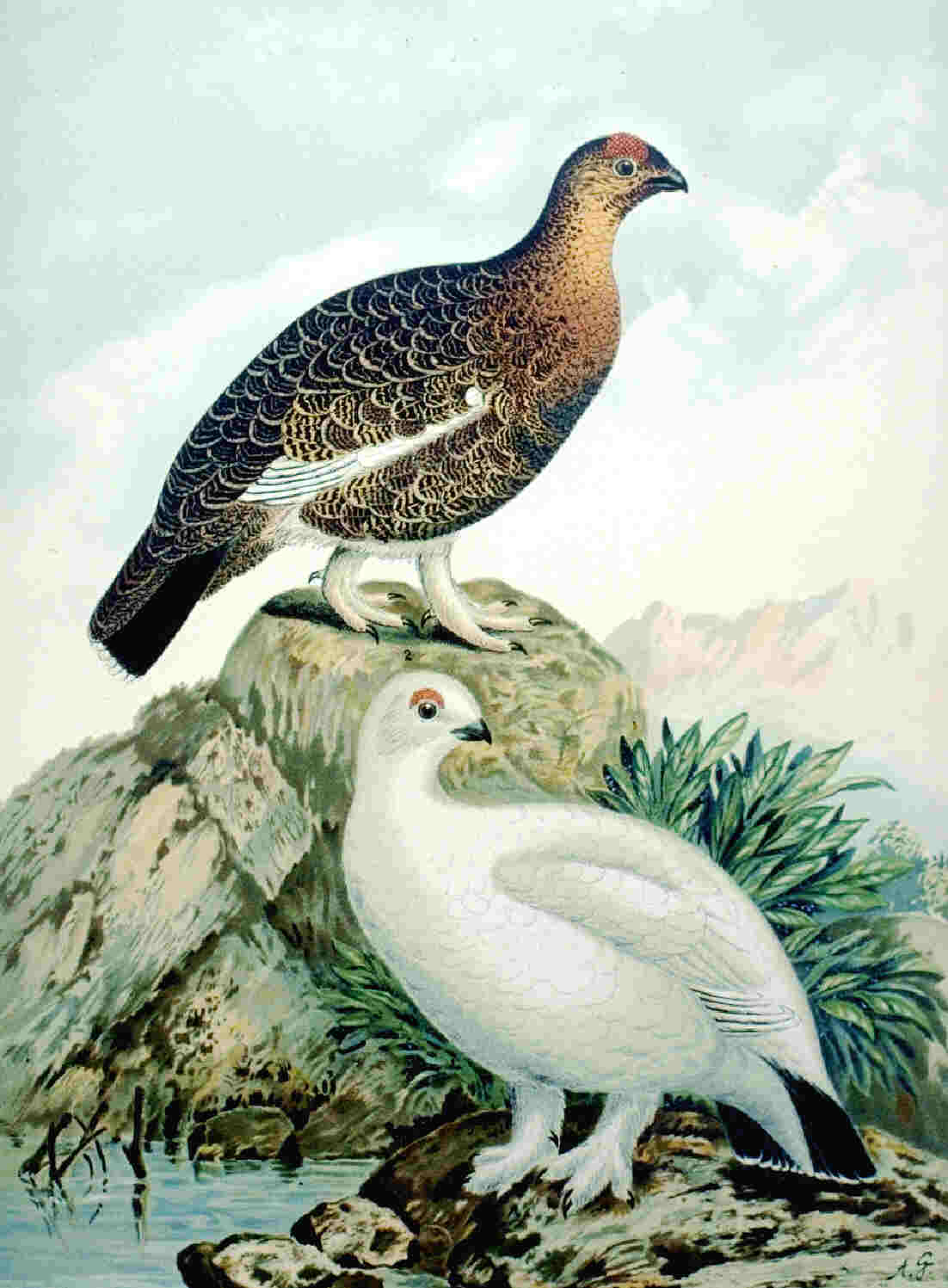